# Fakolo
Fakolo è un comune rurale del Mali facente parte del circondario di Koutiala, nella regione di Sikasso.
Il comune è composto da 6 nuclei abitati:
- Koro N'Tossoni
- N'Ganian
- Niessoumana
- Ouadiala
- Zamblala
- Zanzoni (centro principale)